# Temperaturanomalien im Jahr 2015
Die Temperaturanomalien im Jahr 2015 sind Abweichungen von Temperaturmittelwerten für das Jahr 2015. Als Vergleich dient, wenn nicht anders angegeben, die Normalperiode 1981–2010, die damals der von der Weltorganisation für Meteorologie (WMO) verwendete Referenzzeitraum war. Die Abweichungen werden in diesem Artikel, falls verfügbar, nach Zahlen pro Monat zum einen global und zum anderen für Europa betrachtet. Darüber hinaus werden einige weitere regionale, monatliche Temperaturanomalien und in den jeweiligen Monat fallende Hitze- und Kältewellen sowie damit zusammenhängende Wetterphänomene und Temperaturrekorde erwähnt.

## Zusammenfassung
Das Jahr 2015 war global das bisher wärmste Jahr seit Beginn der Aufzeichnungen im Jahr 1880. Die Durchschnittstemperatur (über Land und Meer kombiniert) lag 0,90 Grad über dem Durchschnittswert des 20. Jahrhunderts (13,9 Grad Celsius), und 0,16 Grad höher als 2014. Es war das 39. Jahr in Folge, in dem die globalen Temperaturen über dem Durchschnitt lagen. Weltweit lagen fünfzehn der sechzehn wärmsten Jahre im 21. Jahrhundert.
In Europa war die Periode von Mai bis September 2015 von Hitzewellen geprägt. Mehrere Länder meldeten neue Temperaturrekorde. Über ganz Europa gemittelt wurde nach dem Rekordjahr 2014 das zweitwärmste Jahr seit Messbeginn aufgezeichnet. In Spanien, Finnland und der Schweiz war es das wärmste, in Deutschland und Österreich das zweitwärmste, in Frankreich das drittwärmste und in den Niederlanden das fünftwärmste Jahr seit Beginn der Aufzeichnungen.
Extreme Hitzewellen suchten auch Indien und Pakistan heim. In Indien starben im Mai 2500 Menschen als Folge einer 10-tägigen Hitzeperiode, während welcher die Höchstwerte 47 Grad erreichten. In Pakistan stieg die Temperatur im Juni während einer Woche auf über 40 Grad, was 1800 Menschen das Leben kostete.

## Januar
In Deutschland lag die Monatsmitteltemperatur rund 1,7 °C über der Normalperiode. In der Schweiz zeigte sich der Januar im Tessin und im Engadin mit Temperaturüberschüssen von 1,5 bis 3 °C im Vergleich zur Normalperiode ungewöhnlich mild. In Lugano und Locarno-Monti war es der dritt- bzw. viertwärmste Januar seit Messbeginn (Lugano 1864, Locarno-Monti 1882). An beiden Messstandorten stieg die die Januartemperatur 1,8 °C über die Normalperiode. Im Oberwallis lag die Januartemperatur 1,5 bis knapp 3 °C, in den übrigen Gebieten der Schweiz meist 1 bis knapp 2 °C über die Normalperiode. In Gipfellagen bewegte sich die Januartemperatur im Bereich zwischen 0,6 °C unter und 0,6 über der Normalperiode.

## Februar
Im Februar 2015 lag die Monatsmitteltemperatur in der Schweiz 0,8 °C unter der Normalperiode.

## März
Im März 2015 lag die Monatsmitteltemperatur in der Schweiz 1,2 °C über der Normalperiode.

## April
Im April 2015 lag die Monatsmitteltemperatur in der Schweiz 1,4 °C über der Normalperiode.

## Mai
Im Mai 2015 lag die Monatsmitteltemperatur in der Schweiz 0,7 °C über der Normalperiode.

## Juni
Im Juni 2015 lag die Monatsmitteltemperatur in der Schweiz 1,8 °C über der Normalperiode.

## Juli
Der Juli 2015 war in der Schweiz der bisher wärmste Julimonat seit Messbeginn 1864, die Monatsmitteltemperatur lag 3,6 °C über der Normalperiode.

## August
Die Monatsmitteltemperatur in Europa lag im August 2015 etwa 1,4 °C über der Normalperiode. In Deutschland wurde mit einer Monatsmitteltemperatur von 2,8 °C über der Normalperiode der zweitwärmste August verzeichnet. In der Schweiz lag die Monatsmitteltemperatur 1,7 °C über der Normalperiode.

## September
Der September 2015 war global der bisher wärmste Septembermonat. Die Monatsmitteltemperatur lag um etwa 0,5 °C über der Normalperiode bzw. um 0,05 °C über dem des bisher wärmsten Septemberwerts aus dem Jahr 2005. In Europa lag die Monatsmitteltemperatur etwa 1,5 °C über der Normalperiode In der Schweiz lag die Monatsmitteltemperatur 0,8 °C unter der Normalperiode.

## Oktober
Der Oktober 2015 war global der bisher wärmste Oktobermonat. Die Monatsmitteltemperatur lag um 0,64 °C über der Normalperiode bzw. um 0,16 °C höher als der bisher wärmste Oktoberwert aus dem Jahr 2005. In der Schweiz lag die Monatsmitteltemperatur 0,6 °C unter der Normalperiode.

## November
Der November 2015 war global der bisher wärmste Novembermonat. Die Monatsmitteltemperatur lag um 0,60 °C über der Normalperiode bzw. 0,16 °C höher als der bisher wärmste Novemberwert aus dem Jahr 2005. In der Schweiz lag die Monatsmitteltemperatur 2,7 °C über der Normalperiode.

## Dezember
Der Dezember 2015 war global der bisher wärmste Dezembermonat. Die Monatsmitteltemperatur lag um 0,69 °C über der Normalperiode bzw. um 0,27 °C über dem bisherigen Dezemberhöchstwert aus dem Jahr 2006. In Europa lag die Monatsmitteltemperatur 3,2 °C über der Normalperiode, ebenso in der Schweiz.